# Chickaloon (Matanuska)
Pour les articles homonymes, voir Chickaloon.
La rivière Chickaloon est un cours d'eau d'Alaska, aux États-Unis situé dans le borough de Matanuska-Susitna.

## Description
Longue de 34 milles (55 km), elle prend sa source dans le glacier Chickaloon, et coule en direction du sud-ouest pour se jeter dans la rivière Matanuska dans les montagnes Talkeetna à 25 milles (40 km) au nord-ouest de Palmer.
Son nom indien a été référencé en 1898 par Mendenhall de l'United States Geological Survey.

## Sources
- (en) « Chickaloon (Matanuska) », Geographic Names Information System